# Берть
Берть — гора в Украинских Карпатах, в массиве Внутренние Горганы. Расположенная на севере Тячевского района  Закарпатской области.
Высота горы 1666 м. Вершина и привершинный склоны местами покрыты каменными осыпищами и криволесьем из сосны горной, ниже — лесные массивы. Восточные и юго-западные склоны очень крутые, южнее вершины на несколько километров простирается пологий незалисненый хребет.
С вершины открываются прекрасные виды на окружающие горы: хребет Свидовец (на юго-востоке), хребет Красная (на юго-западе), хребет Сивуля (на северо-востоке) и массив Попадья- Грофа (на северо-западе).
Ближайший населенный пункт:  Лопухов.